# Кемский Благовещенский монастырь
Ке́мский Благовещенский монастырь во имя Новомучеников и Исповедников Российских — мужской монастырь в городе Кемь в Карелии. Относится к Костомукшской епархии Русской православной церкви.
Обитель создана решением Священного синода в 2000 году на месте полуразрушенного Благовещенского собора. Наместник монастыря — игумен Мефодий (Васильков).

## Храмы и часовни монастыря
- Благовещенский собор. Каменный. Построен в 1903 году на средства осташевского купца Фёдора Михайловича Антонова[2]. Имел приделы в честь Благовещения Пресвятой Богородицы, во имя Святых первоверховных апостолов Петра и Павла, во имя Феодора Стратилата. В 1934 году закрыт, помещение использовалось в качестве склада. В 1991 году передан православной церкви, идёт восстановление собора[3][4]. В подвале храма устроен храм во имя Святителя Николая Чудотворца.
- Успенский собор. Деревянный. Построен в XVIII веке.